# Habitación doble (álbum)
Habitación doble es el tercer álbum de estudio del dúo estadounidense Ha*Ash, conformado por las hermanas Ashley Grace y Hanna Nicole. Salió a la venta el 1 de agosto de 2008 bajo la distribución de Sony BMG. El disco se preparó a inicios del 2008 en Los Ángeles, Miami, Nashville y Luisiana, y contó con la participación de un nuevo productor Graeme Pleth y el mismo Áureo. Debutó en la posición catorce en las lista Latin Pop Albums de Billboard. Se convirtió en el sexto disco más comercializado durante semanas en México, siendo premiado por sus ventas con la certificación de oro en el país. A finales de 2009 en Auditorio de Tenerife el álbum fue premiado a Lo Mejor en España por Cadena Dial.
Para su promoción se lanzó el primer sencillo «No te quiero nada», tema que logró los primeros lugares en México, seguido de «Lo que yo sé de ti», cuya pista alcanzó el primer lugar en México Español Airplay y México Airplay, ambas listas de Billboard. Finalmente la versión de «Tú y yo volvemos al amor» de Mónica Naranjo se convirtió en el tercer y último sencillo del álbum. El tema con Brandi Carlile, «Already Home» sin ser sencillo, fue elegido en iTunes como la canción de la semana a finales de septiembre de 2008.

## Antecedentes y lanzamiento
Tras el lanzamiento de su segundo álbum Mundos opuestos (2005), Ha*Ash buscó un nuevo sonido para sus canciones inclinándose por un ritmo más roquero sin dejar de lado el pop y el toque country que las caracteriza. Salió a la venta el 1 de agosto de 2008 bajo la distribución de Sony BMG.
En este tercer disco ellas compusieron la mayoría de las canciones. El mismo contiene 12 temas inéditos y 1 cover, y uno de sus temas es un dueto con Brandi Carlile (intérprete de The Story de la banda sonora de la serie Grey's Anatomy), canción que sin ser sencillo fue elegido en iTunes como el tema de la semana en Estados Unidos a finales de septiembre de 2008. El disco cuenta con la participación de un nuevo productor Graeme Pleth y el mismo Áureo Baqueiro, en la selección de temas contaron con el apoyo de Kany García, Gian Marco y Leonel García, siendo Hanna y Ashley las que compusieron la mayoría de las canciones.

"Viajar tanto nos ha servido para madurar, para cultivarnos. Conocer a tanta gente con diferentes formas de pensar nos ha engrandecido, nos ha hecho crecer. Cada conversación, cada sueño compartido nos ha servido de algo. Toma un poquito de madurez reconocer que hay tanta gente tan diferente que es una locura. Los latinos. Los latinos en Estados Unidos, la gente en Centroamérica, ir a Guadalajara, Monterrey, cualquier ciudad tiene su toque especial"
Ashley

El de mayo de 2019, se lanzó una reedición del disco para incluir las canciones «Labios partidos», «Me niego a olvidarte», «Punto final» y «Already Home» (en su versión en español), con un DVD que contiene los vídeos de los dos primeros sencillos y el tema «¿Qué hago yo?» del disco anterior, con sus versiones detrás de cámaras, karaoke y una entrevista. Ese mismo mes, el disco fue editado en España.

## Grabación
A principios de 2008 entran a los estudios de grabación en Nashville, Tennessee para preparar su tercer álbum, con la participación de un nuevo productor Graeme Pleth y el mismo Áureo Baqueiro. Para hacer este álbum, el tercero de su carrera, viajaron a Los Ángeles, Miami, Nashville y Luisiana. La dirección musical por parte de Baqueiro, fue llevada en Brava Music, mientras que la grabación se realizó en Igloo Musica en California. La mezcla del disco fue realizada por Gustavo Borner en Igloo Music y por Greame Pleete en los estudios GP London.
La colaboración «Already Home» con Brandi Carlile se llevó a cabo en Jupiter Studios en Seattle. Las bases del disco fueron grabadas en Sound Kitchen de Nashville y las voces en J'S House en Miami. El álbum fue masterizado por Chris Gehringer en Sterling Sound.

## Rendimiento comercial
Este nuevo material salió a la venta el 1 de agosto de 2008, debutando en la posición catorce en las lista Latin Pop Albums de Billboard, y alcanzando el primer lugar en ventas de iTunes. Se convirtió en el sexto disco más comercializado durante semanas en México, siendo premiado por sus ventas con la certificación de oro entregado por AMPROFON en dicho país. A finales de 2009 en Auditorio de Tenerife el álbum fue premiado a lo mejor en España por Cadena Dial.

## Promoción
El primer sencillo lanzado para la promoción de este material discográfica fue «No te quiero nada» lanzado el 8 de julio de 2008, llegando a los primeros lugares en las listas radiales de México. Alcanzó el lugar veintiocho en Latin Airplay y Hot Latin Songs, además de la posición diecisiete en Latin pop Airplay, en las listas Billboard de Estados Unidos, y la posición treinta y uno en la lista México Español Airplay, además de alcanzar la ubicación cincuenta en la lista PROMUSICAE de España. Por su parte, Hanna y Ashley recibieron el premio a Canción del Año por este tema, entregado por la Sociedad Americana de Compositores, Autores y Editores (ASCAP). Posterior a este tema fueron lanzados, «Lo que yo sé de ti», cuya pista alcanzó el primer lugar en México Español Airplay y México Airplay, ambas listas de Billboard.
Para la promoción del disco, realizando su gira Habitación Doble Tour y participaron de la gira Reventour, una serie de conciertos realizados en varios lugares de México, llegando a ciudades como Houston, Austin, San Antonio y McAllen, en los Estados Unidos. Finalmente se lanzó en 2009, la versión de «Tú y yo volvemos al amor» (canción originaria de Mónica Naranjo), tema que consiguió treinta y uno en México Airplay, además de la ubicación veinte en México Español Airplay.

## Lista de canciones
Créditos adaptados de Apple Music.

| Habitación doble |                                                |                                                                          |                            |          |  |
| N.º              | Título                                         | Escritor(es)                                                             | Director(es)               | Duración |  |
| 1.               | «Hasta que llegaste tú»                        | Ashley Grace · Hanna Nicole · Rafael Vergara                             | Mauri Stern, Graeme Pleeth | 3:13     |  |
| 2.               | «Te dejo»                                      | Gian Marco                                                               | Áureo Baqueiro             | 3:47     |  |
| 3.               | «No te quiero nada»                            | Áureo Baqueiro                                                           | Baqueiro                   | 4:12     |  |
| 4.               | «Lo que yo sé de ti»                           | Ashley · Hanna · Leonel García                                           | Baqueiro                   | 3:46     |  |
| 5.               | «Vamos a llamarlo amor»                        | Baqueiro · Salvador Rizo                                                 | Baqueiro                   | 3:48     |  |
| 6.               | «Already Home» (feat. Brandi Carlile)          | Ashley · Hanna · Blair Daly · Troy Verges                                | Stern, Pleeth              | 4:02     |  |
| 7.               | «Tú y yo volvemos al amor»                     | Cristóbal Sánsano · Mónica Naranjo                                       | Stern, Pleeth              | 4:39     |  |
| 8.               | «A media luz»                                  | Bárbara Muñoz · Claudia Brant · Rafael Esparza                           | Stern, Pleeth              | 3:23     |  |
| 9.               | «Esta mujer»                                   | Ashley · Hanna · L.García                                                | Baqueiro                   | 4:56     |  |
| 10.              | «Malas costumbres» (Real Bad Habit)            | Ashley · Hanna · Bryan Keith · Don Goodman                               | Stern, Pleeth              | 3:05     |  |
| 11.              | «Aunque no estés aquí» (Navigate By the Stars) | Hanna · Encarnita García · Hanne Sorvaag · Thomas Gustafsson · Hugo Lira | Stern, Pleeth              | 4:03     |  |
| 42:56            |                                                |                                                                          |                            |          |  |

| Habitación doble (edición especial) |                             |                                     |                |          |  |
| N.º                                 | Título                      | Escritor(es)                        | Director(es)   | Duración |  |
| 12.                                 | «Labios partidos»           | Raúl Ornelas · César Lazcano Malo   | Áureo Baqueiro | 4:17     |  |
| 13.                                 | «Me niego a olvidarte»      | Erika Ender · Rafael Esparza        | Baqueiro       | 4:08     |  |
| 14.                                 | «Punto final»               | Ashley Grace · Hanna Nicole · Ender | Baqueiro       | 3:47     |  |
| 15.                                 | «Already Home» (en Español) | Ashley · Hanna                      | Baqueiro       | 3:59     |  |
| 59:24                               |                             |                                     |                |          |  |

| DVD adicional (edición especial) |                                          |          |  |
| N.º                              | Título                                   | Duración |  |
| 1.                               | «¿Qué hago yo?» (Video)                  | 3:46     |  |
| 2.                               | «Lo que yo sé de ti» (Video)             | 3:42     |  |
| 3.                               | «No te quiero nada» (Video)              | 4:08     |  |
| 4.                               | «¿Qué hago yo?» (Detrás de cámaras)      | 3:49     |  |
| 5.                               | «Lo que yo sé de ti» (Detrás de cámaras) | 3:34     |  |
| 6.                               | «No te quiero nada» (Detrás de cámaras)  | 5:04     |  |
| 7.                               | «Documental Ha*Ash»                      |          |  |
| 8.                               | «Fotogalería»                            |          |  |

### Formatos
- CD - Edición de un disco con 11 pistas.[40]
- CD/DVD (versión mexicana) - Edición de dos discos en digipak que contiene las 15 pistas y un DVD adicional con videos musicales, detrás de cámaras y un documental.[36][41]
- Descarga digital - Edición que contiene los 11 temas de la versión original.[35]

## Créditos y personal
Créditos adaptados de las notas del álbum.

### Voz e instrumentos
- Ashley Grace: voz (1-11)
- Hanna Nicole: voz (1-11) guitarra acústica (8)
- Brandi Carlile: (6)
- Aaron Sterling: batería (2-5, 9)
- Jimmy Jhonson: bajo (2-5, 9)
- Dean Parks: guitarra acústica (2-5, 9), guitarra eléctrica (2-5, 9), mandolina (2-5, 9), pedal steel (2-5, 9)
- John Gilutin: teclados (2-5, 9)
- Bob Britt: guitarra eléctrica (1, 6-8, 10-11)
- Gary Lunn: bajo (1, 6-8, 10-11)
- Kerry Marx: guitarra eléctrica (1, 6-8, 10-11), guitarra acústica (1, 6-8, 10-11)
- Brian Fullen: batería (1, 6-8, 10-11)
- Bob Patin: piano (1, 6-8, 10-11), sintetizador (1, 6-8, 10-11)
- Scott Sanders: pedal Steel (1, 6-8, 10-11)
- Paul Furnance: guitarra eléctrica (7)

### Productores y técnicos
- Áureo Baqueiro: producción (2-5, 9), arreglos (2-5, 9), dirección vocal (2-5, 9)
- Graeme Pleeth: producción (1, 6-8, 10-11), programación (1, 6-8, 10-11), mezcla (1, 6-8, 10-11)
- Mauri Stern: producción (1, 6-8, 10-11)
- Gustavo Borner: ingeniería de grabación (2-5, 9), mezcla (2-5, 9)
- Joseph Greco: asistente de grabación (2-5, 9), ingeniero de grabación de guitarras (2-5, 9)
- Nichoali Baxter: ingeniero de grabación de voces (2-5, 9)
- Francisco Ruiz: ingeniero de grabación (5)
- Jeef Balding: ingeniero de grabación (1, 6-8, 10-11)
- Jean Rodríguez: dirección vocal (6-7)
- Alejandro Jaén: dirección vocal (8, 10)
- Guido Laris: dirección vocal (1), dirección armonías (8, 10)
- Justin Daniela: ingeniero de grabación de voces (1, 6-8, 10-11)
- Robert Dante: edición de voces (1, 6-8, 10-11)
- Martin Feveyar: grabación (6)
- Jorge Fonseca: dirección vocal (6)
- Chris Gehringer: masterización (1-11)

### Administración y diseño
- Paul Forat: A&R, productor ejecutivo
- Maury Stern: A&R
- Lennie Díaz: A&R
- Charlie García: A&R
- Ricardo Calderón: fotografía, diseño

## Posiciones en la lista
| Listas (2008)                              | Mejor posición |
| ------------------------------------------ | -------------- |
| Estados Unidos Latin Pop Álbum (Billboard) | 14             |
| México Top 100 (AMPROFON)                  | 6              |

| Listas (2008)                   | Mejor posición |
| ------------------------------- | -------------- |
| México Top 100 Anual (AMPROFON) | 62             |

## Certificaciones
| País (organismo certificador) | Certificación | Unidades certificadas |
| ----------------------------- | ------------- | --------------------- |
| México (AMPROFON)             | Oro           | 40 000                |

## Historial lanzamiento
| País           | Fecha               | Edición          | Formato | Discográfica      | ref    |
| -------------- | ------------------- | ---------------- | ------- | ----------------- | ------ |
| México         | 1 de agosto de 2008 | Edición estándar | CD      | Sony Music México | [ 35 ] |
| Estados Unidos | 5 de agosto de 2008 | Edición estándar | CD      | Sony Music Latin  | [ 42 ] |
| México         | 3 de mayo de 2009   | Edición especial | CD/DVD  | Sony Music Latin  | [ 36 ] |
| España         | 19 de mayo de 2009  | Edición estándar | CD      | Sony Music España | [ 6 ]  |